# Ryan Potter
Ryan Potter (Portland, 12 de setembro de 1995) é um ator, dublador e modelo norte-americano. Começou sua carreira como ator profissional aos 15 anos de idade, e teve sua estreia na TV em 2011 ao viver o personagem Mike Fukanaga na série Supah Ninjas, da Nickelodeon. Como dublador, interpretou Hiro Hamada no filme de animação Big Hero 6 (2014), e na sua sequencia em formato de série Big Hero 6: The Series. Seu trabalho de grande destaque, no entanto, veio em 2018 ao interpretar Garfield Logan/Mutano na série de televisão Titans, parceria da DC Universe com a Netflix.

## Biografia
Potter nasceu em Portland, Oregon, no dia 12 de setembro de 1995. Sua mãe, Jordanna Potter-Lew, é judia americana e seu pai é japonês. Ele usa o nome de solteira de sua mãe. Ryan foi criado em Tóquio, Japão, até retornar aos Estados Unidos quando tinha sete anos, sendo criado por sua mãe solteira. A primeira língua de Potter foi o japonês, no entanto, ele não fala mais ou conhece a língua japonesa fluentemente. Aos oito anos, ele começou a praticar Artes marciais chinesas, dentre elas o kung fu White Tiger, uma disciplina que ele continuou a seguir ao longo da adolescência. Outros interesses de sua infância incluíam jogar basebol, andar de skate e tocar bateria.

## Carreira
Em 2010, Potter começou sua carreira de ator aos 15 anos de idade, quando recebeu um folheto em sua aula de Kung-Fu anunciando que a empresa Nickelodeon estava à procura de adolescentes para protagonizar uma nova série de televisão de artes marciais intitulado Supah Ninjas. Depois de alguns dias considerando uma carreira de ator, Potter decidiu fazer uma audição, eventualmente, conseguindo o papel principal de Mike Fukanaga, um típico adolescente americano que descobre que ele é descendente de uma longa linhagem de ninjas. Em março de 2012, a Nickelodeon anunciou que "Supah Ninjas" foi renovada para uma segunda temporada.
Após a estreia de Supah Ninjas em janeiro de 2011, ele tornou-se uma das estrelas jovens mais populares da Nickelodeon, apareceu em inúmeras revistas adolescentes e fez aparições pessoais no especial Nickelodeon's Worldwide Day of Play da rede e sua reinicialização de Figure It Out, bem como uma aparição no programa de premiação de 2011 TeenNick HALO Awards. Em março de 2012, Potter foi escalado para um papel recorrente em Fred: The Show, interpretando o melhor amigo de Fred.
Potter, em 2014, usou sua voz para dublar o protagonista Hiro Hamada no filme Big Hero 6. No final de 2016 foi anunciado que o filme teria sua continuação como uma série animada e que os dubladores voltariam a dublar os personagens do filme, e em novembro de 2017 a série animada Big Hero 6: The Series teve oficialmente sua estreia.
Potter também estava interessado no papel do Robin, Tim Drake, para o universo do Batman e criou uma cena de luta em um conceito com artes marciais do personagem como uma audição de elenco, ele terminou o vídeo com um pedido para o ator Ben Affleck, que interpreta o próprio Batman dos cinemas, para escolherem ele como Robin. Mais tarde, em outubro de 2017, foi então anunciado que ele interpretaria o personagem Mutano (ou Garfield "Gar" Logan) na série live-action dos jovens titãs da Warner Bros.

## Filantropia
Em 2011, Potter fundou a organização Toy Box of Hope, uma instituição de caridade que fazia uma campanha anual de cobrança de férias para crianças em abrigos e para pessoas sem-teto e as instalações da organização foram fundadas em áreas de Los Angeles. Durante o segundo evento anual em 2012, Potter falou sobre o foco da organização, afirmando que "[O]que queremos fazer é fornecer lençóis, jaquetas e brinquedos para as pessoas sem-teto, então isso se torna um incentivo para as crianças porque elas ficam tipo "Uau, alguém se preocupa, há esperança"." Em 2012, Potter teria planejado expandira organização fazendo campanhas publicitárias em um programa chamado "Birthday Party Box".

## Advocacia
Em junho de 2012, Potter tornou-se uma das celebridades mais jovens a apoiar a campanha No H8 Campaign na Califórnia em apoio ao casamento entre pessoas do mesmo sexo. Ao explicar seu envolvimento, afirmou: "Eu sei o que é ser intimidado. E não tolerarei o pensamento de ninguém, por qualquer motivo, sendo intimidador. Começa com os jovens, e isso pode acabar com os adultos. À medida que aprendemos a abraçar nossa diversidade, nos tornamos mais fortes, mais tolerantes. As diferenças são lindas. As diferenças são importantes. É o que torna a vida uma aventura".

## Filmografia

### Filmes
| Ano  | Título                                             | Papel        | Notas              |
| ---- | -------------------------------------------------- | ------------ | ------------------ |
| 2013 | Save the Date                                      | Vince        | Curta-metragem     |
| 2014 | Senior Project                                     | Peter Hammer | Filme independente |
| 2014 | Big Hero 6                                         | Hiro Hamada  | Voz                |
| 2014 | Kina Grannis - Write It in the Sky (Ken Loi Remix) | Nomad        | Vídeo-clipe        |
| 2015 | Underdog Kids                                      | Eric Barret  | Filme independente |
| 2016 | Throne of Elves                                    | Fish         | Voz                |
| 2018 | Meu Amor Por Grace                                 | Jo           | Filme              |

### Televisão
| Ano       | Título                 | Papel                         | Notas                                |
| --------- | ---------------------- | ----------------------------- | ------------------------------------ |
| 2011–2013 | Supah Ninjas           | Mike Fukanaga                 | Papel principal, 39 episódios        |
| 2012      | Figure It Out          | Ele mesmo/Palestrante         | 9 episódios                          |
| 2012      | Fred: The Show         | Bryan, melhor amigo do Fred   | 2 episódios                          |
| 2016      | Lab Rats: Elite Force  | Riker                         | Recorrente                           |
| 2017–2021 | Big Hero 6: The Series | Hiro Hamada (voz)             | Dublagem; série animada da Disney XD |
| 2018–2023 | Titans                 | Garfield "Gar" Logan / Mutano | Elenco principal                     |
| 2019      | Where's Waldo?         | Koichi (voz)                  | Episódio: Big in Japan               |
| 2020–2022 | Jurassic World         | Kenji Kon (voz)               | 47 episódios                         |
| 2022      | Baymax!                | Hiro Hamada (voz)             | Função de voz principal, minissérie  |

### Web séries e Videoclipes
| Ano  | Título                              | Papel     | Notas         |
| ---- | ----------------------------------- | --------- | ------------- |
| 2014 | Write It in the Sky (Ken Loi Remix) | Nômade    | Vídeo musical |
| 2015 | R Styles                            | Ele mesmo | Web-série     |

### Vídeo games
| Ano  | Título                               | Voz         |
| ---- | ------------------------------------ | ----------- |
| 2014 | Disney Infinity: Marvel Super Heroes | Hiro Hamada |
| 2015 | Disney Infinity 3.0                  | Hiro Hamada |
| 2019 | Kingdom Hearts III                   | Hiro Hamada |